# 波恰特基

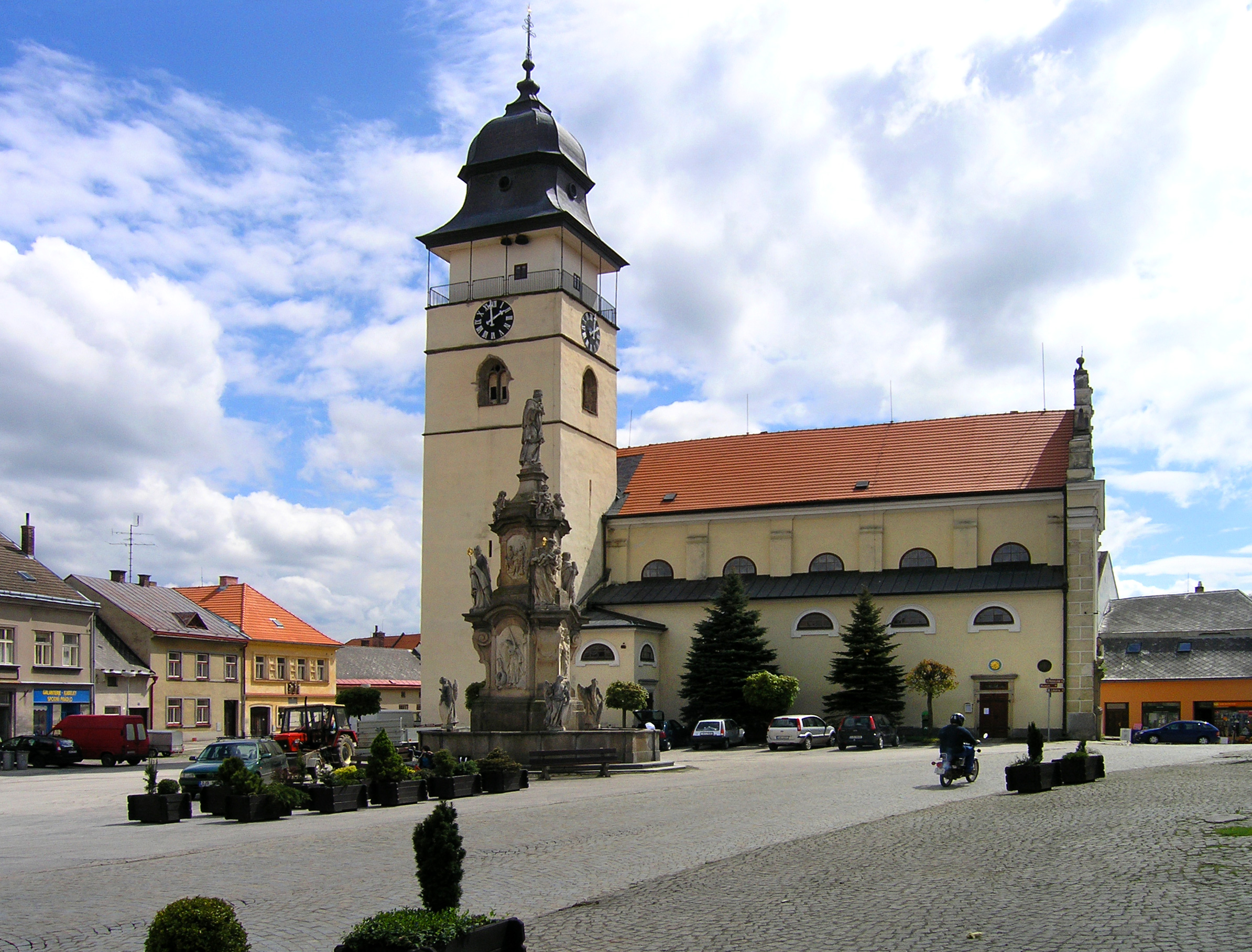

波恰特基（捷克語：Počátky）是捷克的城鎮，位於該國南部，距離因德日赫城堡21公里，由維索基納州負責管轄，面積30.83平方公里，海拔高度620米，2014年人口2,568。

## 外部連結
- Municipal website （页面存档备份，存于）